# Virio Nepoziano
Virio Nepoziano (in latino Virius Nepotianus; fl. 301-337) è stato un politico romano, membro della dinastia costantiniana e console dell'Impero per il 301.
Sposò Eutropia, sorellastra dell'imperatore romano Costantino I, dalla quale ebbe un figlio, Nepoziano. Venne probabilmente ucciso nelle purghe della famiglia imperiale del 337, perché era un possibile concorrente per il soglio imperiale contro i figli di Costantino.